# Râul Coșa
Râul Coșa este un curs de apă, afluent al râului Râușor. 